# Macromckenziea ligustica
Macromckenziea ligustica is een mosselkreeftjessoort uit de familie van de Macrocyprididae. De wetenschappelijke naam van de soort is voor het eerst geldig gepubliceerd in 1977 door Bonaduce, Masoli & Pugliese.